# Пиківський район
Пи́ківський райо́н — колишній район Вінницької округи.

## Історія
Утворений 7 березня 1923 року з центром у Пикові в складі Вінницької округи Подільської губернії.
17 червня 1925 року:
- приєднані села Антонопіль і Попівка розформованого Малокутищанського району;
- приєднані села Семаки, Сербинівка Уланівського району.

Розформований 21 березня 1929 року.. До складу Пиківського району входило 16 сіл, які після його ліквідації відійшли до Калинівського, Уланівського, Махнівського та Хмільницького районів.